# Jívoví
Jívoví (německy Iwowy) je obec v okrese Žďár nad Sázavou v kraji Vysočina. Žije zde 288 obyvatel.

## Historie
První písemná zmínka o obci pochází z roku 1200.
| Rok            | 1869 | 1880 | 1890 | 1900 | 1910 | 1921 | 1930 | 1950 | 1961 | 1970 | 1980 | 1991 | 2001 | 2006 | 2013 |
| Počet obyvatel | 423  | 431  | 397  | 370  | 362  | 347  | 347  | 354  | 380  | 355  | 326  | 319  | 303  | 311  | 295  |

## Galerie

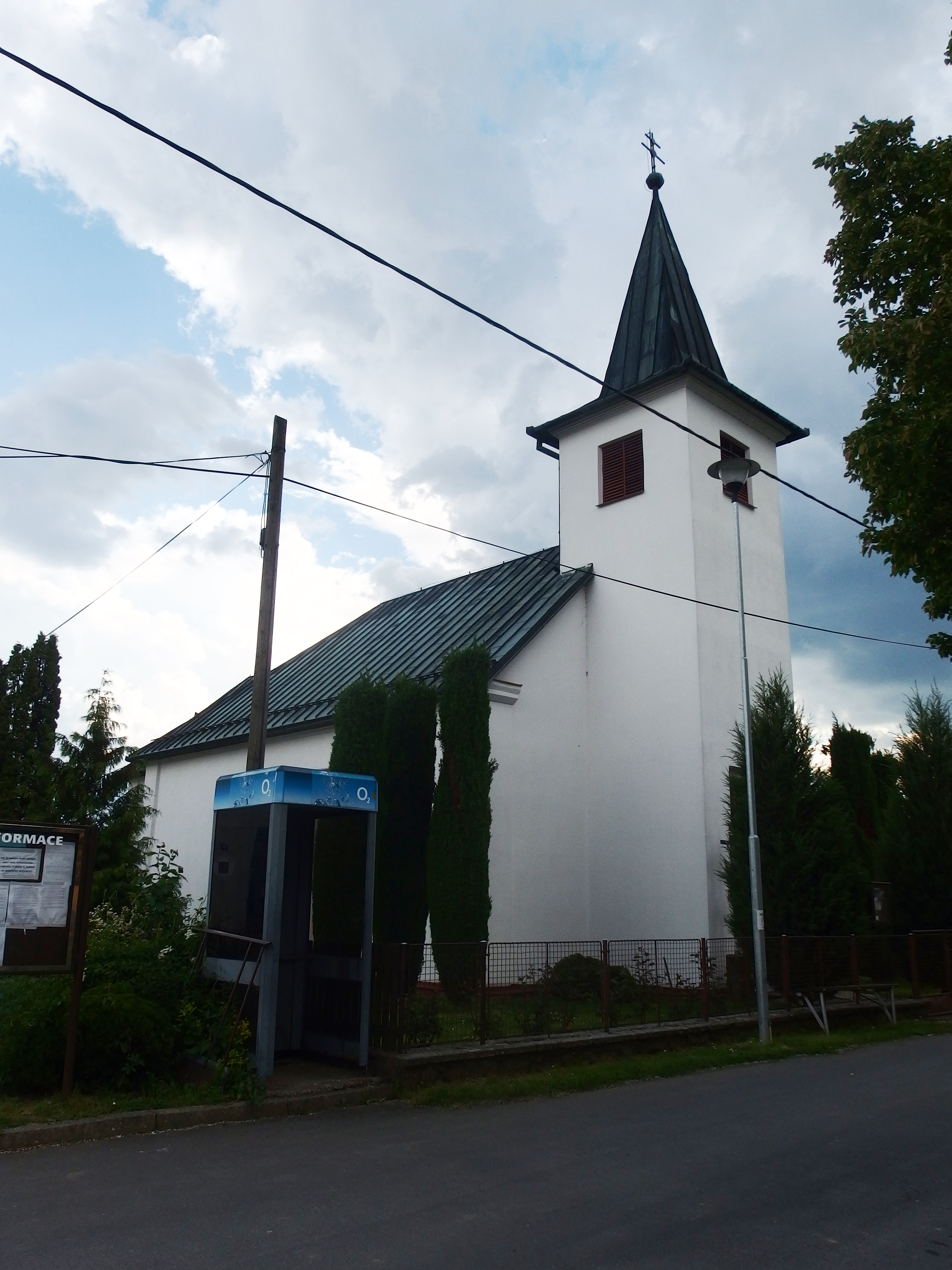
Kaple sv. Anny
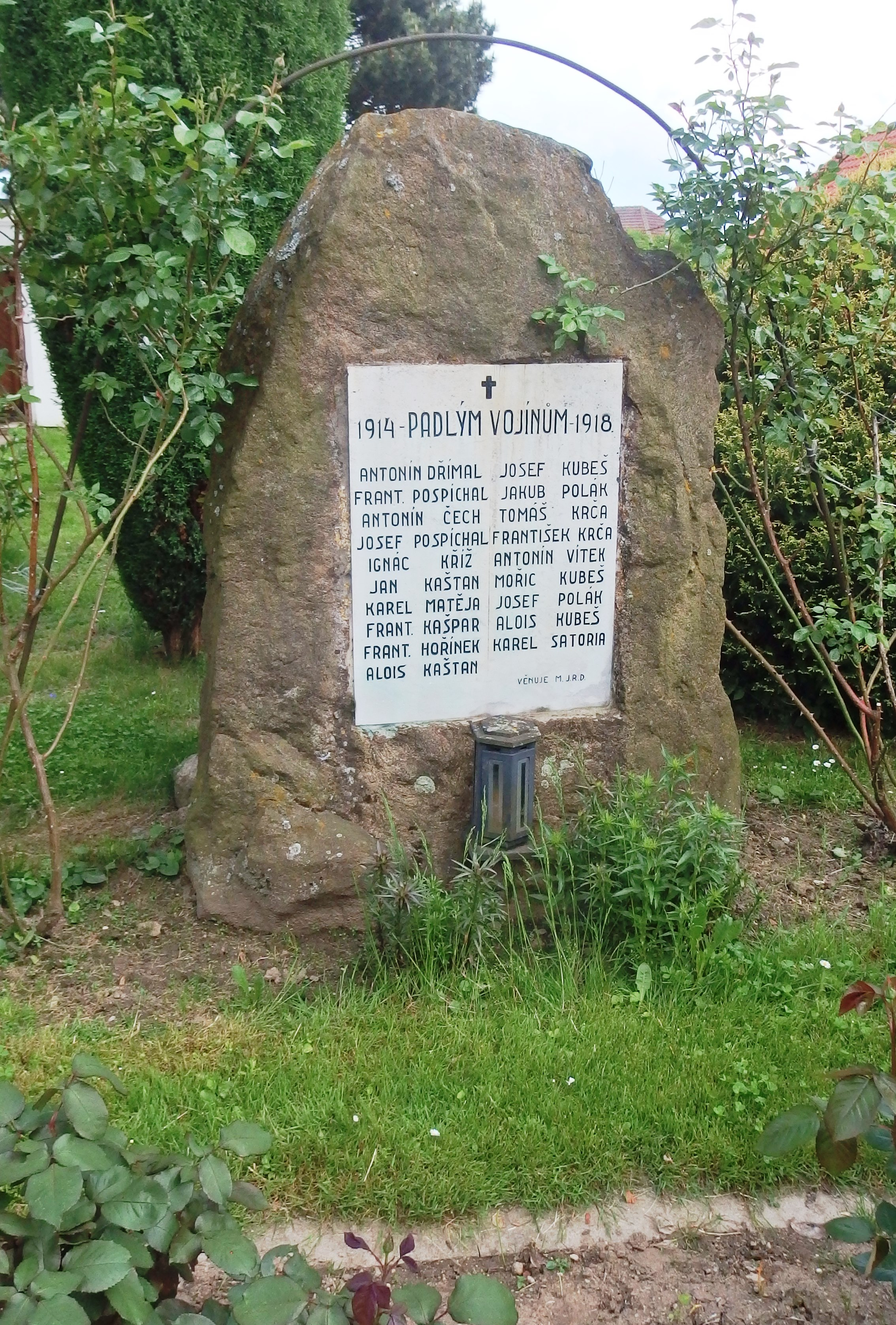
Pomník obětem I. sv. války
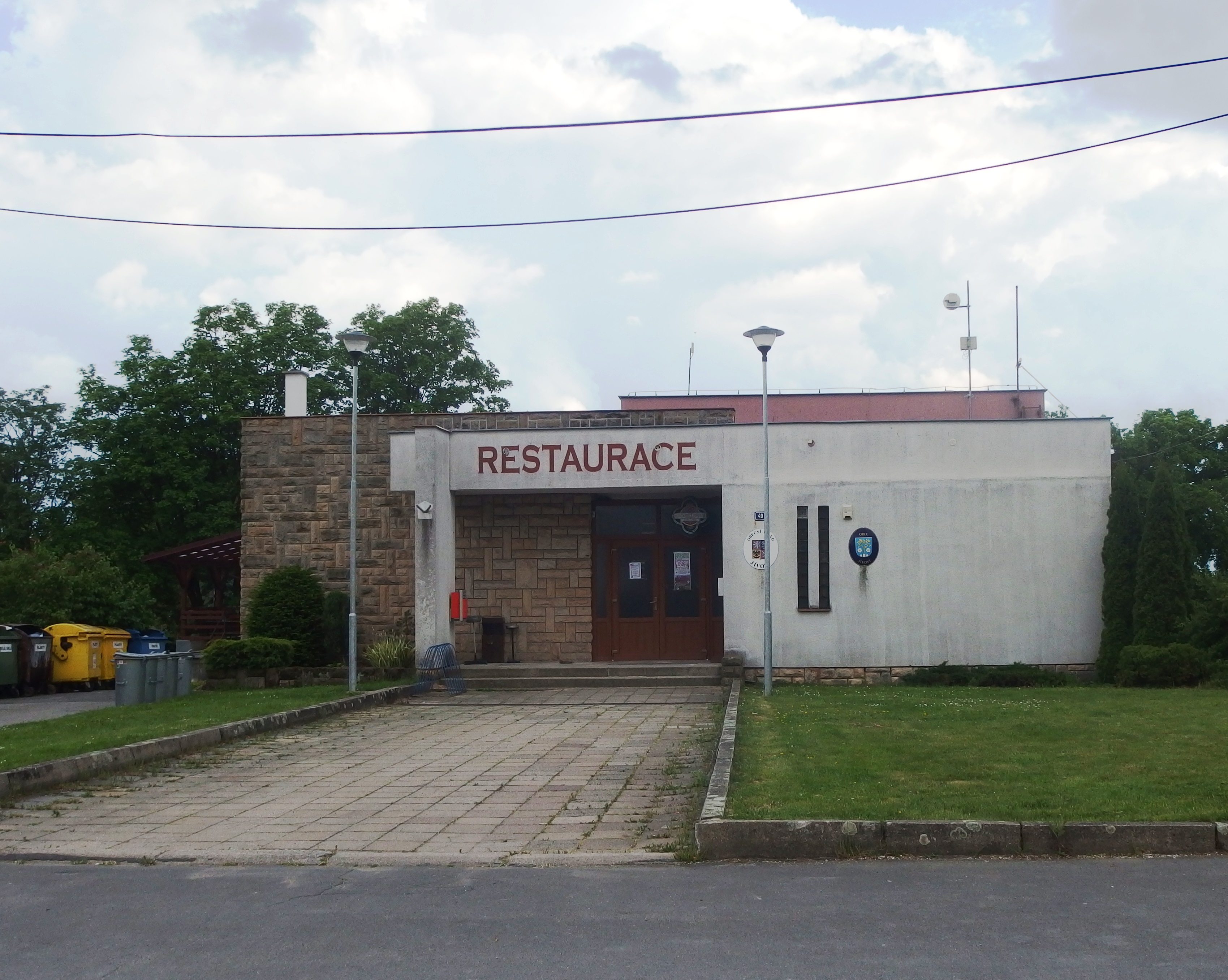
Obecní úřad
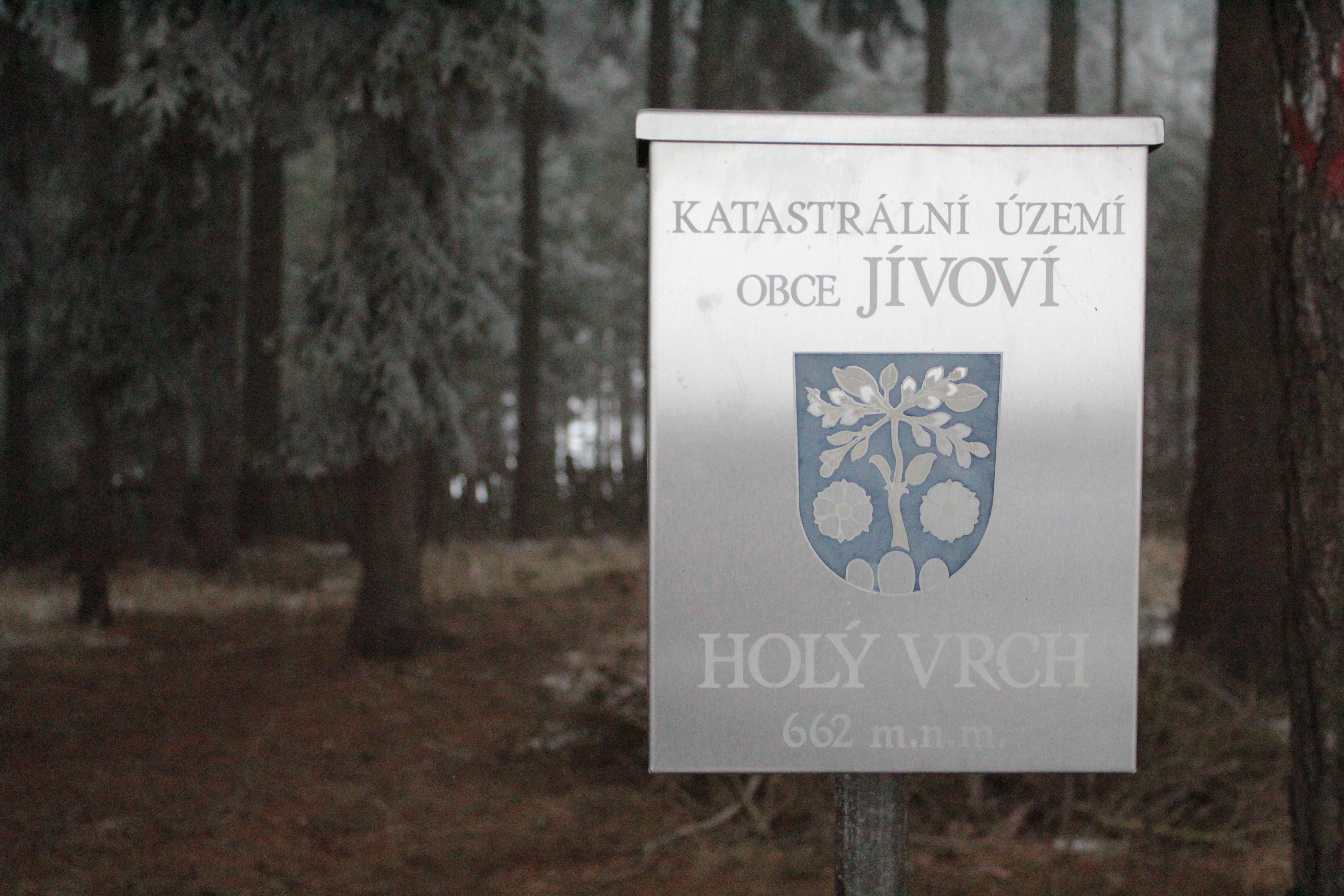
Schránka na Holém vrchu